# Lista monumentelor istorice din județul Buzău - M

Simbol pentru monumentele istorice

Lista monumentelor istorice din județul Buzău - M cuprinde monumentele istorice înscrise în Patrimoniul cultural național al României și aflate în localități ce încep cu litera M din județul Buzău.
Lista completă este menținută și actualizată periodic de către Ministerul Culturii, Cultelor și Patrimoniului Național din România, prin intermediul Institutului Național al Patrimoniului, ultima versiune datând din 2015. Această listă cuprinde și actualizările ulterioare, realizate prin ordin al ministrului culturii.
| Cod LMI                               | Denumire                           | Localitate                                | Localizare | Datare, Creatori                                                               | Imagine               | Erori             |
| ------------------------------------- | ---------------------------------- | ----------------------------------------- | --- | ------------------------------------------------------------------------------ | --------------------- | ----------------- |
| BZ-I-s-B-02245 (RAN: 49867.01)        | Așezare tip tell                   | sat Maxenu; comuna Țintești               | În afara satului, la cca. 6 km pepartea dreaptă a șoselei spre Smeeni                                                   | mil. IV, Eneolitic, Cultura Gumelnița                                          | Încarcă foto \| video | Raportează eroare |
| BZ-I-s-B-02246 (RAN: 49867.02)        | Așezare                            | sat Maxenu; comuna Țintești               | „Derii de Sus”, grădina de zarzavat a fostului CAP                                                                      | sec. III p. Chr., Cultura dacilor liberi                                       | Încarcă foto \| video | Raportează eroare |
| BZ-I-s-B-02247 (RAN: 47462.01)        | Așezare                            | sat Merei; comuna Merei                   | „Dealul Călugărului”, în marginea de N a satului                                                                        | sec. II - I a. Chr., Latène, Cultura geto-dacică                               | Încarcă foto \| video | Raportează eroare |
| BZ-I-s-B-02248 (RAN: 47970.01)        | Situl arheologic de la Mlăjet      | sat Mlăjet; oraș Nehoiu                   | „Lunca Topilei”, cca. 50 m E stânga, podul de la Sețu                                                                   |                                                                                | Încarcă foto \| video | Raportează eroare |
| BZ-I-m-B-02248.01 (RAN: 47970.01.08)  | Așezare                            | sat Mlăjet; oraș Nehoiu                   | „Lunca Topilei”, cca. 50 m E stânga, podul de la Sețu                                                                   | sec. XVI - XIX                                                                 | Încarcă foto \| video | Raportează eroare |
| BZ-I-m-B-02248.02 (RAN: 47970.01.09)  | Necropolă                          | sat Mlăjet; oraș Nehoiu                   | „Lunca Topilei”, cca. 50 m E stânga, podul de la Sețu                                                                   | sec. XVI - XIX                                                                 | Încarcă foto \| video | Raportează eroare |
| BZ-I-m-B-02248.03 (RAN: 47970.01.06)  | Așezare                            | sat Mlăjet; oraș Nehoiu                   | „Lunca Topilei”, cca. 50 m E stânga, podul de la Sețu                                                                   | sec. XI - XII, Epoca medievală timpurie                                        | Încarcă foto \| video | Raportează eroare |
| BZ-I-m-B-02248.04 (RAN: 47970.01.07)  | Necropolă                          | sat Mlăjet; oraș Nehoiu                   | „Lunca Topilei”, cca. 50 m E stânga, podul de la Sețu                                                                   | sec. XI - XII, Epoca medievală timpurie                                        | Încarcă foto \| video | Raportează eroare |
| BZ-I-m-B-02248.05 (RAN: 47970.01.04)  | Așezare                            | sat Mlăjet; oraș Nehoiu                   | „Lunca Topilei”, cca. 50 m E stânga, podul de la Sețu                                                                   | sec. I a. Chr, Latène                                                          | Încarcă foto \| video | Raportează eroare |
| BZ-I-m-B-02248.06 (RAN: 47970.01.05)  | Necropolă                          | sat Mlăjet; oraș Nehoiu                   | „Lunca Topilei”, cca. 50 m E stânga, podul de la Sețu                                                                   | sec. I a. Chr., Latène                                                         | Încarcă foto \| video | Raportează eroare |
| BZ-I-m-B-02248.07 (RAN: 47970.01.02)  | Așezare                            | sat Mlăjet; oraș Nehoiu                   | „Lunca Topilei”, cca. 50 m E stânga, podul de la Sețu                                                                   | sec. IV - I a. Chr., Latène                                                    | Încarcă foto \| video | Raportează eroare |
| BZ-I-m-B-02248.08 (RAN: 47970.01.03)  | Necropolă                          | sat Mlăjet; oraș Nehoiu                   | „Lunca Topilei”, cca. 50 m E stânga, podul de la Sețu                                                                   | sec. IV - I a. Chr., Latène                                                    | Încarcă foto \| video | Raportează eroare |
| BZ-I-m-B-02248.09 (RAN: 47970.01.01)  | Necropolă                          | sat Mlăjet; oraș Nehoiu                   | „Lunca Topilei”, cca. 50 m E stânga, podul de la Sețu                                                                   | mil. III - II, Epoca bronzului                                                 | Încarcă foto \| video | Raportează eroare |
| BZ-I-s-B-02249 (RAN: 49590.01)        | Situl arheologic de la Moisica     | sat Moisica; comuna Smeeni                | La NV de sat, până la movila de lângă Călmățui, în lunca joasă din dreapta Călmățuiului, pe terasa din marginea satului |                                                                                | Încarcă foto \| video | Raportează eroare |
| BZ-I-m-B-02249.01 (RAN: 49590.01.03)  | Așezare                            | sat Moisica; comuna Smeeni                | La NV de sat, până la movila de lângă Călmățui, în lunca joasă din dreapta Călmățuiului, pe terasa din marginea satului | sec. III - IV p. Chr., Epoca migrațiilor, Cultura Sântana de Mureș - Cerneahov | Încarcă foto \| video | Raportează eroare |
| BZ-I-m-B-02249.02 (RAN: 49590.01.02)  | Așezare                            | sat Moisica; comuna Smeeni                | La NV de sat, până la movila de lângă Călmățui, în lunca joasă din dreapta Călmățuiului, pe terasa din marginea satului | sec. XII - V a. Chr, Hallstatt                                                 | Încarcă foto \| video | Raportează eroare |
| BZ-I-m-B-02249.03 (RAN: 49590.01.01)  | Așezare                            | sat Moisica; comuna Smeeni                | La NV de sat, până la movila de lângă Călmățui, în lunca joasă din dreapta Călmățuiului, pe terasa din marginea satului | mil. VI - V, Neolitic, Cultura Boian                                           | Încarcă foto \| video | Raportează eroare |
| BZ-I-s-B-02250 (RAN: 49590.02)        | Așezare                            | sat Moisica; comuna Smeeni                | La marginea satului pe partea stângă a șoselei, spre Albești                                                            | sec. IX - X, Epoca medievală timpurie, Cultura Dridu                           | Încarcă foto \| video | Raportează eroare |
| BZ-I-s-B-02251 (RAN: 47827.01)        | Așezare tip tell                   | sat Murgești; comuna Murgești             | În partea de E a satului, pe malul drept al Câlnăului, între Valea Satului și punctul „Cireș”                           | mil. IV, Eneolitic, Cultura Gumelnița                                          | Încarcă foto \| video | Raportează eroare |
| BZ-II-m-B-02425                       | Casa Olimpia Cristocea             | sat Măgura; comuna Măgura                 | 40 | 1923                                                                           | Încarcă foto \| video | Raportează eroare |
| BZ-II-m-B-02424                       | Casa Melania Niculescu             | sat Măgura; comuna Măgura                 | 209 | 1924                                                                           | Încarcă foto \| video | Raportează eroare |
| BZ-II-a-A-02448 (RAN: 45192.01)       | Mănăstirea Rătești                 | sat Mănăstirea Rătești; comuna Berca      | 45.3076°N 26.6319°E | sec. XVII - XIX familia de boieri Dragomir (ctitor)                            |                       | Raportează eroare |
| BZ-II-m-A-02448.06 (RAN: 45192.01.03) | Case monahale                      | sat Mănăstirea Rătești; comuna Berca      | 13-28, 32-33, 36, 37, în incinta ansamblului                                                                            | 1844                                                                           | Încarcă foto \| video | Raportează eroare |
| BZ-II-m-A-02448.03                    | Stăreție                           | sat Mănăstirea Rătești; comuna Berca      | 41 | sec. XVII - XIX                                                                | Încarcă foto \| video | Raportează eroare |
| BZ-II-m-A-02448.05                    | Colecția muzeală                   | sat Mănăstirea Rătești; comuna Berca      | 56 | sec. XVII - XIX                                                                | Încarcă foto \| video | Raportează eroare |
| BZ-II-m-A-02448.01 (RAN: 45192.01.02) | Biserica „Sf. Treime”              | sat Mănăstirea Rătești; comuna Berca      | 67 | 1844                                                                           | Încarcă foto \| video | Raportează eroare |
| BZ-II-m-A-02448.02                    | Biserica „Sf. Lazăr”               | sat Mănăstirea Rătești; comuna Berca      | 68 | 1825                                                                           | Încarcă foto \| video | Raportează eroare |
| BZ-II-m-A-02448.04                    | Turn clopotniță                    | sat Mănăstirea Rătești; comuna Berca      | 69 | 1865                                                                           | Încarcă foto \| video | Raportează eroare |
| BZ-II-m-B-02426                       | Conacul Albanopol                  | sat Mărăcineni; comuna Mărăcineni         | Str. Centrală 214 45.181°N 26.8063°E                                                                                    | sec. XVIII, transf. sec. XX                                                    |                       | Raportează eroare |
| BZ-II-m-B-02428                       | Biserica „Sf. Voievozi”            | sat Mărunțișu; oraș Pătârlagele           | | sec. XIX                                                                       | Încarcă foto \| video | Raportează eroare |
| BZ-II-a-B-02429 (RAN: 49224.03)       | Ansamblul bisericii „Sf. Împărați” | sat Mătești; comuna Săpoca                | 174, „La moară” 45.2165°N 26.756°E                                                                                      | 1692                                                                           | Alte imagini          | Raportează eroare |
| BZ-II-m-B-02429.01 (RAN: 49224.03.01) | Biserica „Sf. Împărați”            | sat Mătești; comuna Săpoca                | 174, „La moară” 45.2165°N 26.756°E                                                                                      | 1692                                                                           |                       | Raportează eroare |
| BZ-II-m-B-02429.02                    | Clopotniță                         | sat Mătești; comuna Săpoca                | 174, „La moară” 45.2165°N 26.756°E                                                                                      | 1692                                                                           |                       | Raportează eroare |
| BZ-III-m-B-02501                      | Crucea Dorobanțului                | sat Mănăstirea Rătești; comuna Berca      | „Poiana Șoimului” | sec. XIX                                                                       | Încarcă foto \| video | Raportează eroare |
| BZ-IV-m-B-02533                       | Cruce de piatră                    | sat Movila Banului; comuna Movila Banului | Str. Principală 60, în curtea lui Ioniță Florea                                                                         | 1803                                                                           | Încarcă foto \| video | Raportează eroare |